# Kangerluarsuk Tulleq
Kangerluarsuk Tulleq är en fjord i Grönland (Kungariket Danmark).   Den ligger i kommunen Qeqqata, i den sydvästra delen av Grönland, 300 km norr om huvudstaden Nuuk.